# Gran Premio Miguel Induráin 2010
El XII Gran Premio Miguel Induráin (XLII Trofeo Comunidad Foral de Navarra y VI Trofeo Ayuntamiento de Estella-Lizarra) fue una carrera ciclista que se disputó el sábado 3 de abril de 2010, sobre un trazado de 179,3 kilómetros. Dicho trazado consistía en un circuito por las inmediaciones de Estella con inicio, varios pasos y final en dicha localidad. 
La prueba perteneció al UCI Europe Tour 2009-2010, dentro de la máxima categoría: 1.HC. 
Participaron 13 equipos. Los 3 equipos españoles de categoría UCI ProTeam (Caisse d'Epargne, Euskaltel-Euskadi y Footon-Servetto); los 2 de categoría Profesional Continental (Andalucía-CajaSur y Xacobeo Galicia) y los 3 de categoría Continental (Orbea, Caja Rural y Burgos 2016-Castilla y León). En cuanto a representación extranjera, estuvieron 5 equipos: los ProTeam del Ag2r-La Mondiale, Team Katusha, Team Milram, Garmin-Transitions y Liquigas-Doimo. Formando así un pelotón de 120 ciclistas, con 10 corredores cada equipo español y 8 cada equipo extranjero, de los que finalizaron 89; con 88 clasificados tras la descalificación de Alejandro Valverde (ver sección Alejandro Valverde y la Operación Puerto).
El ganador final fue Joaquim Rodríguez por delante de Alejandro Valverde que en principio obtuvo el segundo puesto pero fue desclasificado como consecuencia del Caso Valverde (ver sección Alejandro Valverde y la Operación Puerto) por lo que el segundo fue Michel Kreder seguido de Aleksandr Kolobnev (finalmente tercero).
En las clasificaciones secundarias se impusieron Javier Ramírez Abeja (montaña y sprints especiales), Adrián Sáez de Arregi (metas volantes), Jorge Azanza (combatividad), Euskaltel-Euskadi (equipos) y Juan José Oroz (navarros).

## Clasificación final
| \| Posición \| Ciclista \| Equipo \| Tiempo \| \| -------- \| ------------------- \| ------------------ \| ---------- \| \| 1. \| Joaquim Rodríguez \| Katusha \| 4h 52' 40" \| \| 2. \| Michel Kreder[3][4] \| Garmin-Transitions \| + 8" \| \| 3. \| Aleksandr Kolobnev \| Katusha \| + 10" \| \| 4. \| Rubén Pérez \| Euskaltel-Euskadi \| + 12" \| \| 5. \| Beñat Intxausti \| Euskaltel-Euskadi \| + 14" \| \| 6. \| Mauro Finetto \| Liquigas-Doimo \| m.t. \| \| 7. \| Maxime Bouet \| Ag2r-La Mondiale \| m.t. \| \| 8. \| Juan José Oroz \| Euskaltel-Euskadi \| m.t. \| \| 9. \| Valerio Agnoli \| Liquigas-Doimo \| + 18" \| \| 10. \| Ángel Vicioso \| Andalucía-CajaSur \| m.t. \| |                    |                    |            |
| Posición | Ciclista           | Equipo             | Tiempo     |
| 1. | Joaquim Rodríguez  | Katusha            | 4h 52' 40" |
| 2. | Michel Kreder      | Garmin-Transitions | + 8"       |
| 3. | Aleksandr Kolobnev | Katusha            | + 10"      |
| 4. | Rubén Pérez        | Euskaltel-Euskadi  | + 12"      |
| 5. | Beñat Intxausti    | Euskaltel-Euskadi  | + 14"      |
| 6. | Mauro Finetto      | Liquigas-Doimo     | m.t.       |
| 7. | Maxime Bouet       | Ag2r-La Mondiale   | m.t.       |
| 8. | Juan José Oroz     | Euskaltel-Euskadi  | m.t.       |
| 9. | Valerio Agnoli     | Liquigas-Doimo     | + 18"      |
| 10. | Ángel Vicioso      | Andalucía-CajaSur  | m.t.       |

## Alejandro Valverde y la Operación Puerto
A pesar de que Alejandro Valverde no diese positivo en esta carrera ni en las anteriroes durante el año, el 30 de mayo la UCI, a instancias del TAS, decidió anular todos los resultados del ciclista español durante el 2010 debido al Caso Valverde.
Por lo tanto oficialmente Valverde fue desclasificado de la carrera navarra con la indicación "0 DSQ" (descalificado), aunque indicando el tiempo con el que había acabado la carrera, en la que finalizó segundo. Su exclusión supuso que los corredores que quedaron por detrás de él (hasta el 20º) subiesen un puesto en la clasificación, quedando vacante la vigésima posición. Teniendo su participación solo incidencia en la clasificación por equipos como suele ser habitual en estos casos de expulsión de corredores.
Esta sanción también tuvo incidencia en el UCI World Ranking ya que sus puntos pasaron a otros corredores reestructurándose así no solo la clasificación individual sino la de por equipos y la de por países, aunque esta carrera no pertenecía a dicho circuito y Valverde no aspiraba a puntuación.